# Commedia musicale

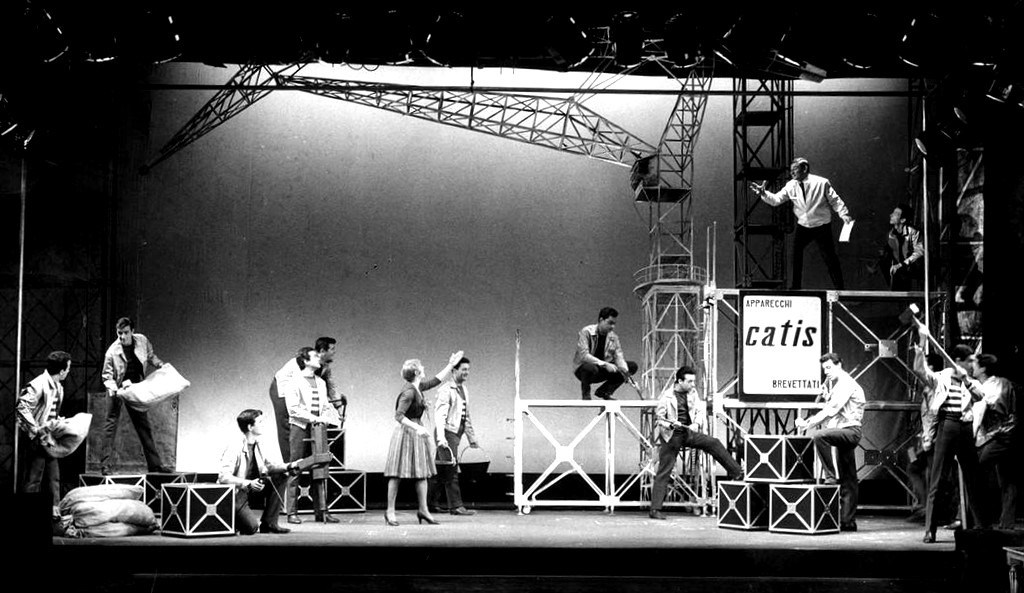
Delia Scala e Renato Rascel nella commedia musicale "Il giorno della tartaruga" di Pietro Garinei e Sandro Giovannini,1964

La commedia musicale è un genere di spettacolo teatrale nato in Italia all'inizio degli anni cinquanta del XX secolo a partire dal teatro di rivista, assumendo alcuni modelli del musical americano in un processo di trasformazione del teatro leggero italiano.

## Gli esordi
Dopo il periodo d'oro degli anni trenta del Novecento, nell'immediato dopoguerra, in un'Italia in forte ripresa e desiderosa di vitalità, la rivista riprese a produrre novità e a riempire le sale. Ma si evolveva anche rapidamente, orientandosi verso la rivista a grande spettacolo. Quest'ultima era caratterizzata da presenze molto consistenti di ballerine vivacissime e vistosamente provocanti, costumi appariscenti, ampie e sfarzose scenografie. Nella presentazione dei nuovi spettacoli non campeggiava più il nome della compagnia, ma il titolo, contornato dai nomi dei vari artisti in scena, a caratteri con dimensioni a scalare proporzionalmente all'importanza. Centrali erano le figure della soubrette e del comico, ma erano in evidenza anche i nomi dell'autore, del compositore e del direttore di musica, dello scenografo, del regista. L'impegno nell'allestimento aumentava molto, e tutte queste figure avevano un ruolo determinante. Si privilegiavano i grandi teatri, e i costi di produzione diventavano alti. Figure centrali di quel periodo furono il produttore Remigio Paone, gli autori Pietro Garinei e Sandro Giovannini (che provenivano dal mondo dei giornali satirici), la soubrette Wanda Osiris. Il culmine della rivista a grande spettacolo fu rappresentato da Al Grand Hotel del 1948.
Ma l'evoluzione del teatro leggero italiano era inarrestabile, e fu in quei continui fermenti creativi che la "Ditta" Garinei-Giovannini mise le basi per un genere nuovo. Dopo avere attentamente studiato, recandosi sul posto, i musical di Broadway, i due cominciarono a scrivere e allestire spettacoli di recitazione, ballo e musica basati su paradigmi diversi. Non intesero copiare dal musical ma prendere dal musical, rimanendo bene attenti al gusto delle platee italiane, assai diverso da quello americano, eppure molto in evoluzione, come lo erano, in quegli anni di rapide e profonde trasformazioni, il costume e la cultura nella penisola.
Nacquero così, ravvicinate, tre opere: Attanasio cavallo vanesio, Alvaro piuttosto corsaro, Tobia la candida spia (1952-54), rappresentazioni ritenute oggi le prime commedie musicali italiane in assoluto, anche se gli autori vollero definirle "favole musicali", riservando la denominazione di "commedia musicale" solo ad altre commedie che vennero dopo. In queste nuove rappresentazioni ci si distaccava già molto dalla rivista: le canzoni erano numerose e non costituivano stacchi, ma parte di un'unica recitazione, che seguiva un'unica trama generale. Per la prima volta, nei cartelloni non comparve il termine "rivista". E sebbene alcuni storici del teatro considerino queste tre opere le prime commedie musicali in assoluto, altri, come Lello Garinei e Marco Giovannini, le definiscono "pre-commedie musicali".
(Pietro Garinei)

Fu con l'opera successiva Giove in doppiopetto che il nascente genere teatrale apparve pienamente definito. La nuova pièce segnò il completamento della trasformazione, avviata due anni prima, del teatro musicale leggero, e gli schemi della rivista venivano definitivamente superati. La recitazione diventava unica, armoniosa pur diversificata nelle differenti forme espressive di dialogo, canto e ballo. La comicità rimaneva il colore di fondo, ma il raccontare diventava una tendenza altrettanto importante quanto il divertire. In particolare il ballo perdeva il ruolo di semplice abbellimento, si allontanava dall'esibizione compiaciuta di bei corpi femminili, per diventare essenzialmente linguaggio narrativo. 
(Corriere della Sera, 27 aprile 1977)
È proprio per il completarsi di quel processo innovativo che Giove in doppiopetto venne poi da molti considerata la prima vera commedia musicale. Garinei e Giovannini ebbero solo, ancora, una certa esitazione a utilizzare l'espressione commedia musicale, pensando a un pubblico ancora molto attaccato alla rivista (che ancora riscuoteva successo), anche se ai tradizionalisti si affiancavano molti altri spettatori aperti alle novità. Osarono mettere questa nuova dicitura nel cartellone dello spettacolo successivo, La padrona di Raggio di Luna, e s'infittì il dibattito rivista/commedia musicale sulla stampa e fra il pubblico. Recensioni e articoli di critica erano decisamente contrastanti fra loro. Soprattutto, pubblico e critica erano disorientati nel vedere grandi attori di prosa come Andreina Pagnani ballare il bebop ed Ernesto Calindri scatenarsi in un charleston. Questo anche perché, volutamente, Garinei e Giovannini avevano pubblicizzato lo spettacolo con lo slogan: "La rivista che vi appassionerà come una commedia, la commedia che vi divertirà come una rivista". La Pagnani, duramente criticata accusandola di essersi abbassata a spettacoli di mediocre livello, rispose duramente alla stampa dichiarando: "Non è giusto considerare questo genere più facile della prosa. È infinitamente più faticoso."
Con La padrona di Raggio di Luna un'altra novità segnava il passaggio netto dalla rivista alla commedia musicale: per la prima volta scompariva la passerella, il rito finale in cui attori e ballerine, a fine spettacolo, sfilavano ripetutamente in un apposito percorso in mezzo al pubblico.

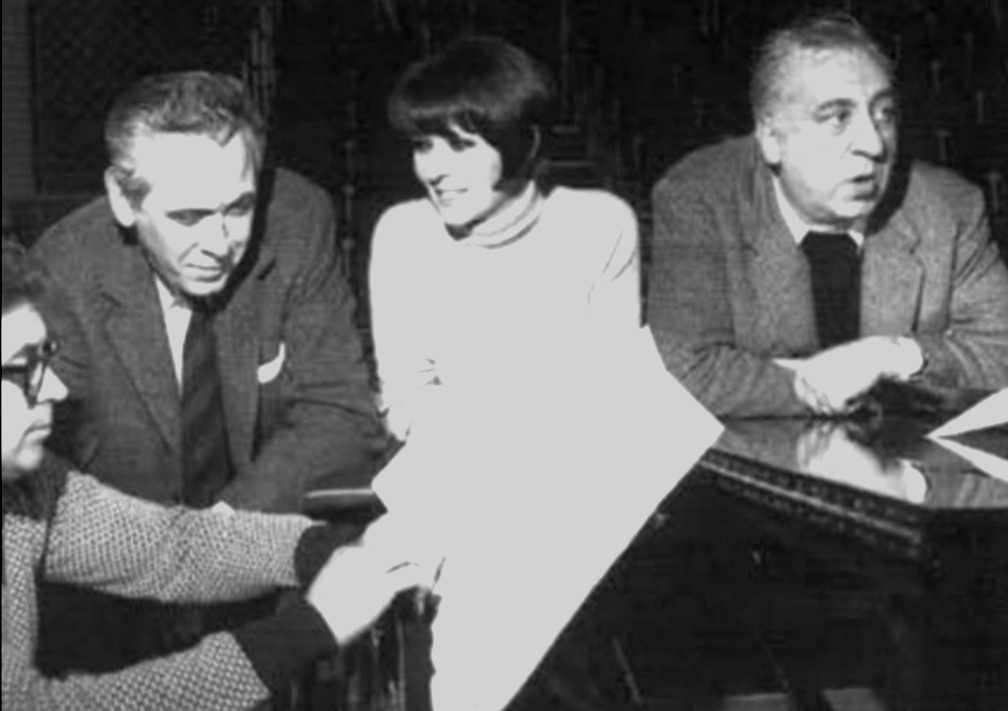
Pietro Garinei, Delia Scala e Sandro Giovannini

Anche la figura della soubrette, nella commedia musicale, cambiò completamente. Garinei e Giovannini, per Giove in doppiopetto scelsero un'attrice-ballerina, Delia Scala, che rappresentò un paradigma del tutto nuovo (venne definita, e si definì lei stessa, anti-soubrette). Non più fisici imponenti (era di modesta statura), linea tutte-curve, camminate ancheggianti, trucco pesante, abiti vistosi e pose seduttive. La nuova figura di spicco femminile si imponeva invece, con viso acqua e sapone e abiti di stile ma semplici, tramite la spontaneità, l'esuberanza del carattere, la grinta nella recitazione e il dinamismo delle movenze. Tutto questo esprimeva anche il cambiamento, nella società italiana, del ruolo della donna, sempre più indipendente, in via di allontanamento dagli stereotipi del passato che le assegnavano il ruolo binario di seduttrice-gratificatrice rispetto al maschio.
Significativo fu anche il ruolo che la commedia musicale, sin dal proprio nascere, giocò nell'avviare l'emancipazione del teatro dai lacci moralistici molto stretti di quegli anni. Garinei e Giovannini, pur trovandosi continuamente bersagliati dalla censura e bacchettati da produttori timorosi della disapprovazione di un certo pubblico e una certa stampa, non si trattennero mai dal portare nei grandi teatri sia la satira politica molto esplicita (Un trapezio per Lisistrata), sia riferimenti all'erotismo (Buonanotte Bettina).

## L'affermazione
Giove in doppiopetto rimase in cartellone per due anni consecutivi, e Garinei e Giovannini iniziarono a presentare due copioni all'anno, con ripetuto successo. Coinvolgevano artisti di grande preparazione maturata negli anni passati nelle riviste e nei varietà: soubrette come Delia Scala, Sandra Mondaini e la già citata Masiero, attori cantanti come Renato Rascel, attori veri e propri come Marcello Mastroianni, Giovanna Ralli, Paola Borboni, Giuliana Lojodice, Alberto Lionello, comici come Walter Chiari, Paolo Panelli, Bice Valori, musicisti come Kramer, Armando Trovajoli, il Quartetto Cetra, Domenico Modugno, fra i migliori talenti del mondo dello spettacolo italiano degli anni cinquanta e sessanta. Riscossero quindi grande successo di pubblico e critica praticamente tutti i loro lavori, ben ventitré, fino ad Aggiungi un posto a tavola del 1974, l'ultimo scritto insieme, prima della scomparsa di Giovannini. Garinei comunque continuò, da Accendiamo la lampada (1979) in avanti, a produrre e dirigere commedie musicali, ma senza il compagno di tante creazioni, non volle più scrivere copioni.
Diverse canzoni inserite nelle commedie musicali di quegli anni diventarono intramontabili nella musica leggera italiana: fra le più note Donna (da Un trapezio per Lisistrata), eseguita dal Quartetto Cetra, Domenica è sempre domenica (da Un paio d'ali), Aggiungi un posto a tavola (dalla commedia omonima) e l'immortale Roma nun fa la stupida stasera (da Rugantino) poi incisa da molti artisti di diversi paesi e cui fama è diventata mondiale.
A pochi anni dal proprio esordio, la commedia musicale italiana fu richiesta e acclamata all'estero. Già Buonanotte Bettina venne tradotta in inglese e, col titolo When in Rome, nel dicembre 1959, rappresentata con successo al Teatro Adelphi di Londra. Nel 1961 uno dei più grandi trionfi di Garinei e Giovannini, Rinaldo in campo, procurò loro notevole fama anche fuori dall'Italia. Lo spettacolo, nato per celebrare i cent'anni dell'Unità nazionale ed esordito al teatro Alfieri di Torino il 12 settembre 1961, è entrato nella storia del teatro italiano. Racconta le vicende del brigante siciliano Rinaldo Dragonera, una sorta di Robin Hood che ruba ai ricchi per aiutare i diseredati, di cui s'innamora Angelica (interpretata da Delia Scala), una nobildonna siciliana che sostiene la causa di Garibaldi, e che alla fine lo convincerà a unirsi ai garibaldini per liberare la Sicilia dai Borboni.
Il braccio destro di Rinaldo, Chiericuzzu, era interpretato da Paolo Panelli che, pur essendo un comico, diede una grande prova di attore anche drammatico nel momento della morte del suo personaggio. Le musiche erano scritte da Domenico Modugno, che interpretava Rinaldo: e fu grazie al cantautore pugliese, notissimo negli Stati Uniti dopo il successo di Nel blu dipinto di blu, che Garinei e Giovannini poterono fare arrivare come coreografo Herbert Ross, che aveva lavorato con Fred Astaire e allestito molti musical a Broadway; le scene e i costumi erano sempre di Giulio Coltellacci, loro collaboratore abituale.. Il successo italiano portò la commedia musicale in tutto il mondo: in Francia fu rappresentata per settimane al Théâtre des Nations di Parigi, e venne tradotta e allestita in Unione Sovietica e in altri paesi.
In Italia la commedia musicale propriamente detta continua tuttora a vivere e a ringiovanire, mentre già a partite dagli anni sessanta del Novecento è stata affiancata da forme di spettacolo simili o in qualche modo analoghe. Numerosi spettacoli sono stati prodotti lanciandoli con la definizione di musical, marcando la loro aderenza ai modelli anglosassoni. Nello stesso tempo sono uscite opere definitesi commedie musicali aventi una caratterizzazione del tutto diversa (ad esempio Tommaso d'Amalfi di Eduardo de Filippo, che è una commedia scritta nel 1962 nella quale, senza distacchi dalla propria recitazione, attori cantano numerose canzoni). Oltre ai musical si realizzano spettacoli che si differenziano, classificandosi come opera rock, opera popolare, teatro canzone.

## Differenze fra commedia musicale e musical
La commedia musicale italiana ha sempre fatto un maggior affidamento sull’elemento comico, il protagonista è sempre stato un comico e le storie sono sempre partite da uno spunto che cercava di essere comico. Il musical invece batte strade universali: la strada del dramma, della grande emozione, del grande amore, si affida più al canto e il canto si espande meglio quando racconta un’emozione, mentre con il canto è più difficile esprimersi comicamente.»
(Pietro Garinei, Sandro Giovannini)
La commedia musicale mantiene sempre una vena ironica e comica; eventi drammatici mancano; con rare eccezioni (l'episodio della morte di Chiericuzzo nel Rinaldo in campo, o la parte finale di Rugantino, che sorprese e lasciò sconcertato il pubblico, che però alla fine applaudì fragorosamente). Diversamente il musical si basa su trame più impegnate, racconta qualunque tipo di storia, allegra o triste, ma generalmente molto seria e spesso anche tragica. Nella commedia musicale, molto più che nel musical, i personaggi sono uomini di tutti i giorni e non grandi eroi, e la collocazione storica è il presente, il richiamo è la quotidianità e gli intrecci sono situazioni che potrebbero capitare a tutti.
Nella commedia musicale le canzoni costituiscono sviluppi, commenti o digressioni, ma solitamente non portano avanti la trama come avviene nel musical.
Inoltre gli artisti della commedia musicale provengono generalmente dal mondo del teatro, quelli del musical sono più spesso ancorati alla televisione o, a partire dagli anni settanta del Novecento, alla sfera pop o rock. Similmente, la prima si rappresenta preferibilmente in teatri, il secondo spesso in sedi e con organizzazione generale somigliante agli eventi pop. Le musiche utilizzate sono differenti. Sebbene vi contribuiscano sia grandi compositori, sia esponenti della musica leggera, nella commedia le canzoni sono sempre orecchiabili, e l pubblico se ne impossessa rapidamente e le fa proprie, nel musical sono più elaborate, e richiedono maggiori doti vocali. Sostanzialmente il musical, anche quando viene rappresentato nei più diversi paesi, risponde a canoni forgiati dai gusti dello spettatore americano. E allo stesso modo la commedia musicale, che pure è stata portata nel mondo, risente fortemente dell'impronta italiana.

## Usi diversi del terminecommedia musicale
Spesso l'espressione "commedia musicale" è usata con un significato assai diverso e generico, intendendo qualunque rappresentazione con recitazione abbinata a musica e canto, con la sola esclusione del melodramma classico. Lo si può quindi incontrare, ad esempio, riferito a rappresentazioni come l'Orfeo di Monteverdi, o all'operetta ottocentesca, oppure, nel XX secolo, come sinonimo di musical (genere ben distinto, pur simile per diversi aspetti).